# Ian Nepomniachtchi
Ian Aleksandrovich Nepomniachtchi (tiếng Nga: Ян Алекса́ндрович Непо́мнящий; sinh 14 tháng 7 năm 1990) là một đại kiện tướng cờ vua Nga. Anh là đương kim vô địch Nga (2020). Trước đó anh vô địch Nga và vô địch châu Âu cùng năm 2010; vô địch Tưởng niệm Tal 2016, Đam Châu 2016 và Aeroflot mở rộng hai lần (2008, 2015). Anh hiện đang đồng dẫn đầu tại Giải đấu Ứng viên 2020. Về nội dung đồng đội, Nepomniachtchi là thành viên đội Nga vô địch Giải vô địch cờ vua đồng đội thế giới 2013 và vô địch Giải vô địch cờ vua đồng đội châu Âu 2015.
Nepomniachtchi nổi tiếng là một tay cờ mạnh về thể loại nhanh và chớp. Anh từng giành hai huy chương bạc cờ nhanh và một huy chương bạc cờ chớp tại các Giải vô địch cờ vua nhanh chớp thế giới.

## Sự nghiệp

### Thời gian đầu
Nepomniachtchi vô địch Giải vô địch cờ vua trẻ châu Âu ba lần. Năm 2000, cậu vô địch lứa tuổi không quá 10 (U10), hai năm tiếp theo 2001 và 2002, đều vô địch hạng U12. Năm 2002, Nepomniachtchi cũng vô địch trẻ thế giới ở hạng tuổi U12, vượt qua Magnus Carlsen bằng hệ số phụ.

### Đạt danh hiệu đại kiện tướng
Năm 2007, Nepomniachtchi về nhì nhóm C của Giải cờ vua Corus ở Wijk aan Zee, đạt chuẩn đại kiện tướng đầu tiên. Cùng năm, anh đạt chuẩn thứ hai tại Giải vô địch cờ vua cá nhân châu Âu ở Dresden. Chuẩn cuối cùng anh đạt được tại Giải Tưởng niệm Vanya Somov lần thứ năm – các ngôi sao trẻ thế giới ở Kirishi. Nepomniachtchi vô địch giải này, xếp trên Rauf Mamedov, Parimarjan Negi và Zaven Andriasian nhờ hơn hệ số phụ.

### Giải vô địch Nga
Vào cuối năm 2010, tại Moskva, Nepomniachtchi vô địch quốc gia sau khi đánh bại Sergey Karjakin ở ván playoff vì hai người đồng hạng nhất khi đấu vòng tròn. Năm 2013, một lần nữa Nepomniachtchi đồng điểm hạng nhất với Svidler với thành tích 6,5/9 điểm (+5 =3 -1). Tuy nhiên anh thất bại trước Svidler sau hai ván cờ nhanh tranh ngôi vô địch với tỉ số 0,5-1,5.
Năm 2020, Nepomniachtchi vô địch Nga với điểm số 7,5/11 (+5 =5 -1), xếp trên á quân Karjakin nửa điểm.

### Giải vô địch châu Âu
Năm 2010, tại Rijeka, Nepomniachtchi vô địch châu Âu với điểm số 9/11.
Năm 2013, Nepomniachtchi đồng điểm hạng nhất với 9 kỳ thủ khác (8/11 điểm) tại Giải vô địch châu Âu. Sau khi tính hệ số phụ thì anh xếp hạng 8, còn Moiseenko vô địch.

### Giải vô địch thế giới
Tại các giải đấu thuộc hệ thống vô địch thế giới, Nepomniachtchi lần đầu tiên lọt vào giải đấu Ứng viên năm 2020. Sau nửa giải đầu tiên, Nepomniachtchi đồng hạng nhất cùng Vachier-Lagrave với 4,5/7 điểm. Giải đấu sau đó hoãn đến mùa xuân năm 2021 vì Đại dịch COVID-19. Giải đấu ứng viên bắt đầu trở lại vào ngày 19 tháng 4 năm 2021, sau 7 vòng đấu (từ vòng 8 đến vòng thứ 14) Nepomniachtchi vô địch giải đấu với 8.5/14 điểm (5 thắng, 7 hòa và 2 thua), hơn nửa điểm so với người đứng thứ hai là Maxime Vachier-Lagrave. Chiến thắng này giúp anh trở thành nhà thách đấu vua cờ Magnus Carlsen trong giải vô địch cờ vua thế giới vào ngày 24 tháng 11 năm 2021.
Ở các giải Grand Prix cờ vua, năm 2017 là lần đầu tiên Nepomniachtchi có suất tham dự. Sau 3 vòng đấu anh đạt 198 điểm và không lọt vào hai vị trí cao nhất. Tuy nhiên đến tháng 5 năm 2019, Nepomniachtchi đánh bại Alexander Grischuk trong lượt trận cờ nhanh và chiến thắng giải đấu, chiến thắng này giúp anh đạt suất tham dự Giải đấu Ứng Viên 2020.
Ở các Cúp cờ vua thế giới
Năm 2023, Ian Nepomniachtchi đấu với Đinh Lập Nhân (theo bính âm là Ding Liren) để tìm ra Nhà vô địch cờ vua thế giới mới do đương kim vô địch Magnus Carlsen quyết định không bảo vệ danh hiệu của mình trước Ian Nepomniachtchi, người chiến thắng trong Giải đấu Ứng cử viên 2022. Trận đấu diễn ra ở Astana, Kazakhstan, từ ngày 9 tháng 4 đến ngày 30 tháng 4 năm 2023.Nepomniachtchi thua Đinh Lập Nhân và chỉ về hạng 2 với điểm 7 chỉ thua Đinh Lập Nhân 1 điểm  vào trận thứ 17 vậy sau 2 giải đấu tranh ngôi vua cờ nhưng tuyển thủ người Nga chỉ được chức á quân

### Các giải mời
Với việc vô địch Aeroflot, Nepomniachtchi có suất tham dự Giải cờ vua Dortmund vào các năm 2008 và 2015. Năm 2008 anh về nhì với thành tích bất bại.
Tháng 11 năm 2011, Nepomniachtchi đồng hạng 3–5 với Vassily Ivanchuk và Sergey Karjakin ở Giải cờ vua Tưởng niệm Tal có hạng 22 tại Moskva.
Nepomniachtchi vô địch Giải cờ vua Đam Châu năm 2016. Sau giải Đam Châu, Elo của anh tiệm cận top 10 thế giới. Đến cuối năm 2016, anh lần đầu tiên vô địch giải Tưởng niệm Tal. Với những thành công đó, anh được mời đến các giải mời danh giá trong năm 2017 là Tata và hệ thống giải Grand Chess Tour 2017.

### Các giải mở
Năm 2009 Nepomniachtchi giành huy chương vàng cờ vua tại Đại hội thể thao Maccabiah.

### Các giải đồng đội
Tại Olympiad cờ vua lần thứ 42, Nepomniachtchi giành huy chương đồng đồng đội với Nga và huy chương bạc cá nhân bàn 4. 
Anh là thành viên của đội tuyển Nga giành huy chương vàng Giải vô địch cờ vua đồng đội thế giới 2013 ở Antalya and at the 2015 European Team Chess Championship in Reykjavík.

### Các giải nhanh chớp
Tháng 6 năm 2013, Nepomniachtchi về nhì sau Shakhriyar Mamedyarov tại Giải vô địch cờ nhanh thế giới ở Khanty-Mansiysk. Anh đã dẫn 
Vào cuối năm 2013, Elo chớp của Nepomniachtchi đạt đến 2830.
Nepomniachtchi giành huy chương bạc tại Giải vô địch cờ chớp thế giới năm 2014 tại Dubai, với 16/21 điểm, kém nhà vô địch Carlsen 1 điểm và bằng điểm nhưng hơn hệ số phụ người xếp hạng ba Nakamura.
Năm 2008, anh vô địch giải Ordix mở rộng. Đây là một giải cờ nhanh ở Mainz.

### 2014
Vào tháng 8, tại Lễ hội cờ vua quốc tế lần thứ 5 "Yaroslav the Wise" ở Yaroslavl, Nepomniachtchi đã giành chiến thắng trong Giải đấu Champions, một sự kiện cờ vua nhanh chóng được tổ chức với định dạng vòng tròn đôi tạo thành sáu nhà vô địch châu Âu năm 2009-2014. Tại Thế vận hội Mind của Sportaccord World, được tổ chức vào tháng 12 tại Bắc Kinh, anh đã giành huy chương vàng trong Giải đấu cờ vua Basque của nam giới.

### 2015
Tháng 4 năm 2015, anh lần thứ hai vô địch Aeroflot trong sự nghiệp, vượt Daniil Dubov nhờ hệ số phụ (cầm nhiều ván đen hơn) và giành được suất tham dự Dortmund 2015. Anh cũng vô địch luôn giải cờ chớp Aeroflot diễn ra ngay sau đó. Cuối năm đó, vào tháng 9, anh đã giành chức vô địch Moscow Blitz và một tháng sau đó, anh đã giành huy chương bạc tại Giải vô địch cờ nhanh thế giới ở Berlin.

## Đời tư
Nepomniachtchi là người Do Thái.
Anh đã tốt nghiệp Russian State Social University.